# Isola di San Pantaleo
(Diodoro Siculo)
L'isola di San Pantaleo, un tempo nota come Mozia (o anche  Mothia, Motya o  Motye, Μοτύη in greco antico),  è un'isola dello Stagnone di Marsala. Sull'isola era situata l'antica omonima città fenicia. L'isola si trova di fronte alla costa occidentale della Sicilia, tra l'Isola Grande e la terraferma, e appartiene alla  Fondazione Whitaker.

## Geografia
L'isola si estende per quasi quarantacinque ettari, da come risulta dal catasto terreni e mostra una forma quasi circolare; si trova al centro del cosiddetto  Stagnone di Marsala, che dal 1984 costituisce la Riserva naturale orientata "Isole dello Stagnone di Marsala", racchiusa tra la costa siciliana a nord di Marsala e l'Isola Grande. Sull'isola il livello del mare si è innalzato di circa mezzo metro rispetto all'epoca fenicia, e quindi parte dei resti archeologici risulta sommerso. Il sottosuolo è costituito da una roccia calcarea morbida, friabile, di colore giallo, sormontata da un piccolo strato di roccia calcarea abbastanza dura.
L'accesso all'isola è consentito solo da due imbarcaderi privati, che oltre a collegare la stessa Mozia alla terraferma permettono di visitare anche le altre isole dello Stagnone. L'isola appartiene alla Fondazione Whitaker, e benché sia aperta al pubblico e visitabile durante gli orari di apertura, è in vigore il divieto di sbarco non autorizzato. Nell'antichità una strada collegava la terraferma all'isola tra capo San Teodoro e l'estrema punta moziese settentrionale: oggi la stessa via risulta sommersa, e non è più praticabile a causa dell'erosione e della Posidonia oceanica.